# Campeonato Europeu de Patinação Artística no Gelo de 1908
O Campeonato Europeu de Patinação Artística no Gelo de 1908 foi a décima quarta edição do Campeonato Europeu de Patinação Artística no Gelo, um evento anual de patinação artística no gelo organizado pela União Internacional de Patinação (em inglês:  International Skating Union) onde os patinadores artísticos competem pelo título de campeão europeu. A competição foi disputada no dia 19 de janeiro, na cidade de Varsóvia, Rússia.

## Eventos
- Individual masculino

## Medalhistas
| Evento                        | Ouro                 | Prata                  | Bronze                          |
| Individual masculino detalhes | Ernst Herz · Áustria | Nikolai Panin · Rússia | Stefan Przedrzymirski · Áustria |

## Resultados

### Individual masculino
| Pos.              | Nome                  | Nacionalidade |
| ----------------- | --------------------- | ------------- |
| Medalha de ouro   | Ernst Herz            | Áustria       |
| Medalha de prata  | Nikolai Panin         | Rússia        |
| Medalha de bronze | Stefan Przedrzymirski | Áustria       |

## Quadro de medalhas
| Ordem | País    | Medalha de ouro | Medalha de prata | Medalha de bronze |   | Ordem por total |
| ----- | ------- | --------------- | ---------------- | ----------------- | - | --------------- |
| 1     | Áustria | 1               |                  | 1                 | 2 | 1               |
| 2     | Rússia  |                 | 1                |                   | 1 | 2               |
| TOTAL | TOTAL   | 1               | 1                | 1                 | 3 | —               |